# Punargentus lamna
Punargentus lamna är en fjärilsart som beskrevs av Otto Thieme 1904. Punargentus lamna ingår i släktet Punargentus och familjen praktfjärilar. Inga underarter finns listade.